# کلی مک‌گیلس
کلی آن مک‌گیلس (به انگلیسی: Kelly Ann McGillis) بازیگر آمریکایی و متولد ۹ ژوئیه ۱۹۵۷ است
از فیلم‌های معروف او می‌توان به فیلم تاپ گان، ۱ دقیقه، ماسک میمون، در نگاه اول، کنترل زمین و متهم اشاره کرد.